# Székely Éva

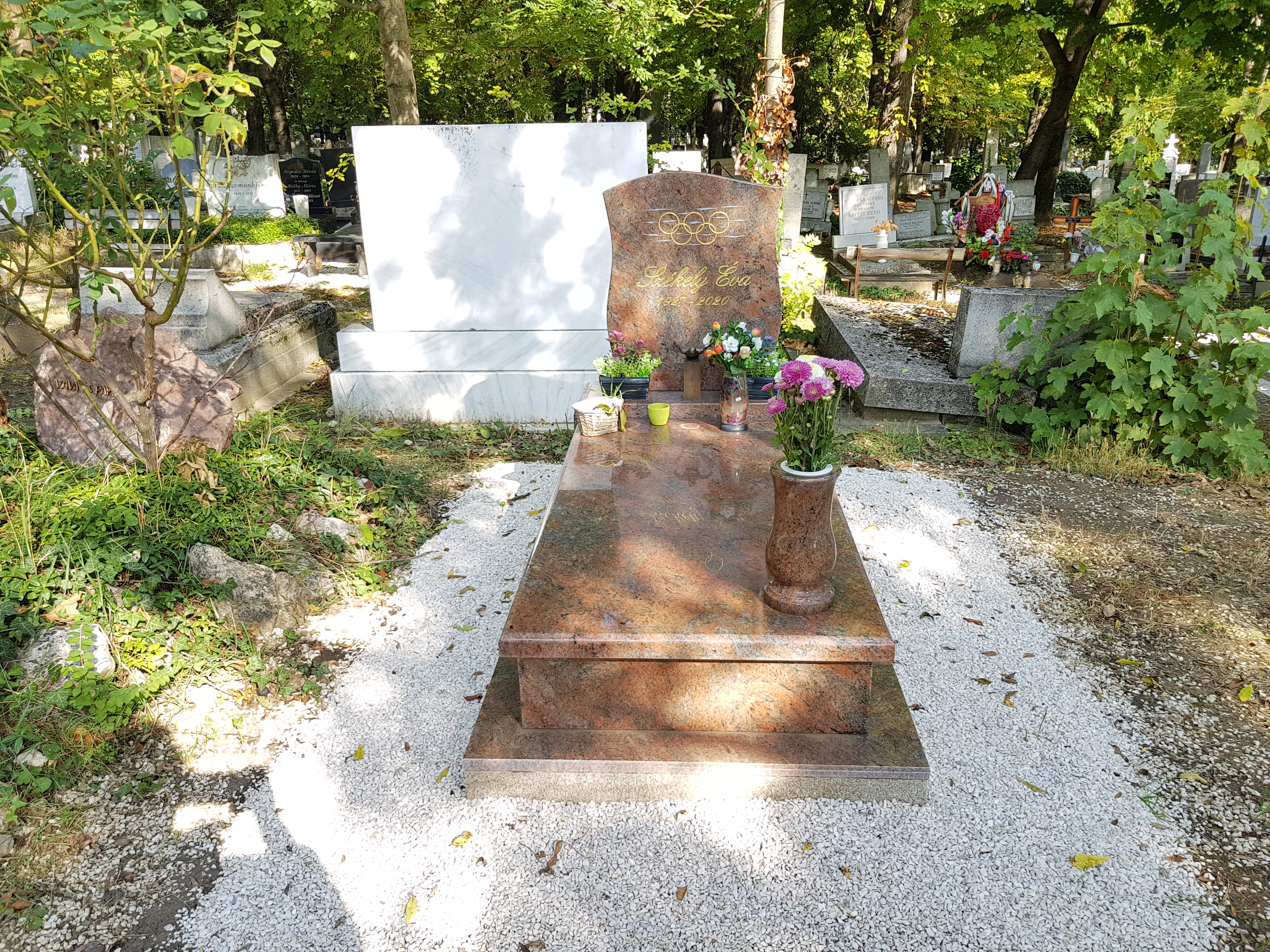
Székely Éva síremléke a Farkasréti temetőben.

Székely Éva (Budapest, 1927. április 3. – Budapest, 2020. február 29.) a Nemzet Sportolója címmel kitüntetett olimpiai bajnok magyar úszónő.

## Élete
Édesapja erdélyi, édesanyja felvidéki származású volt. A Damjanich utcai német birodalmi iskola, a Reichsdeutsche Schule tanulója volt. Kilencévesen, a Magyar Rádió olimpiai közvetítései hatására határozta el, hogy sportoló lesz. A Ferencvárosi Torna Clubban kezdett úszni, ahol edzője Sárosi Imre volt. Első felnőtt magyar bajnokságát 1940-ben nyerte. A második világháború alatt zsidó származása miatt nem versenyezhetett.
1945-ben 100 méteres mellúszásban országos csúccsal tért vissza a versenysportba. 1947-ben első nőként úszott versenyen 200 métert pillangó kartempókkal. (Ekkor még nem létezett hivatalosan a pillangóúszó versenyszám. A mellúszás szabályai lehetővé tették a pillangózó kartempót. A közönség Pillangókisasszonynak nevezte.) Ugyanebben az évben az Európa-bajnokságon 200 méter mellen második, 400 méter gyorson hetedik volt. A főiskolai világbajnokságon három aranyérmet szerzett. 1948-ban hetekig betegség hátráltatta a felkészülésben. Az olimpián 200 méter mellen negyedik, a gyorsváltóval ötödik volt.
1950-ben nem indult a magyar csapat az Európa-bajnokságon. (A rendezést eredetileg Magyarország kapta, amit visszavontak). Székely Éva az Eb idején elért eredményeivel négy Európa-bajnokságot nyerhetett volna. 1951-ben a főiskolai vb-n ötször állhatott a dobogó tetejére. A következő évben az olimpián 200 mellen első, 400 méter gyorson hatodik lett. 1954-ben gyermekszülés miatt nem indult az Európa-bajnokságon. 1956-ban 200 méter mellen ezüstérmes volt az olimpián. 1960-ban fejezte be végleg úszópályafutását, amikor a Kádár-rendszer nem engedte meg, hogy férjével egyszerre utazzon ki a római olimpiára.
Gyógyszerészi, majd 1965-ben a TF-en szakedzői diplomát szerzett. Már sportolóként a MÁV-kórház patikájában dolgozott. 1960-tól 1969-ig a BVSC, majd az FTC utánpótlás úszóedzője volt. 1966-tól leánya, Gyarmati Andrea edzéseit is irányította. 1969-től 1976-ig a Testnevelési Főiskola Kutató Intézetében dolgozott. Több sikeres könyvet jelentetett meg, „Sírni csak a győztesnek szabad” című művével általános elismerést váltott ki. Floridában beiktatták az úszósport halhatatlanjai közé, és itthon is tagja lett a legjobb magyar sportolók egyesületének. 1985–1989 között a Start SE társelnöke volt.
2022. április 2-án felvette a nevét a Csillaghegyi Árpád Forrásfürdő és Székely Éva Uszoda.

## Rekordjai
100 m gyors
- 1:05,8 (1950. szeptember 2., Budapest) országos csúcs

200 m gyors
- 2:35,4 (1947. május 28., Budapest) országos csúcs
- 2:35,2 (1947. augusztus 16., Budapest) országos csúcs
- 2:34,0 (1948. július 17., Budapest) országos csúcs
- 2:31,4 (1949. július 23., Budapest) országos csúcs
- 2:27,5 (1951. május 6., Moszkva) országos csúcs

400 m gyors
- 5:29,4 (1947. május 24., Budapest) országos csúcs
- 5:28,0 (1947. június 28., Budapest) országos csúcs
- 5:26,0 (1947. július 3., Budapest) országos csúcs
- 5:24,8 (1949. július 24., Budapest) országos csúcs
- 5:18,2 (1949. augusztus 15., Budapest) országos csúcs
- 5:15,4 (1950. október 10., Budapest) országos csúcs

800 m gyors
- 11:32,2 (1947. május 24., Budapest) országos csúcs
- 11:26,8 (1950. május 1., Budapest) országos csúcs
- 11:05,6 (1951. július 1., Budapest) országos csúcs

1500 m gyors
- 21:44,6 (1950. május 1., Budapest) országos csúcs

100 m mell
- 1:27,8 (1941. július 3., Budapest) országos csúcs
- 1:27,0 (1945. augusztus 26., Budapest) országos csúcs
- 1:24,6 (1946. augusztus 21., Budapest) országos csúcs
- 1:22,2 (1947. július 29., Budapest) országos csúcs
- 1:21,4 (1947. december 28., Budapest) országos csúcs

200 m mell
- 3:11,4 (1941. július 6., Budapest) országos csúcs
- 3:09,2 (1945. augusztus 19., Budapest) országos csúcs
- 2:56,1 (1947. szeptember 14., Monte Carlo) országos csúcs

100 m pillangó
- 1:19,2 (1950. szeptember 1., Budapest) országos csúcs
- 1:19,0 (1950. október 12., Budapest) országos csúcs (33 m)
- 1:18,8 (1950. október 18., Székesfehérvár) országos csúcs (25 m)
- 1:18,6 (1950. október 21., Székesfehérvár) országos csúcs (25 m)
- 1:16,9 (1951. május 9., Moszkva) országos csúcs (25 m)

200 m pillangó
- 2:52,4 (1951. május 13., Moszkva) országos csúcs (25 m)
- 2:51,6 (1952. május 6., Stockholm) országos csúcs
- 2:50,8 (1952. április 19., Moszkva) országos csúcs (25 m)
- 2:50,7 (1953. július 26., Budapest) országos csúcs

200 m vegyes (mell, hát, gyors)
- 2:51,2 (1947. május 24., Budapest) országos csúcs
- 2:47,6 (1947. november 21., Budapest) országos csúcs
- 2:45,6 (1949. december 5., Budapest) országos csúcs
- 2:45,0 (1951. december 26., Budapest) országos csúcs

200 m vegyes
- 2:49,1 (1953. július 25., Budapest) országos csúcs

400 m vegyes
- 6:10,6 (1953. április 8., Budapest) országos csúcs
- 5:50,4 (1953. április 10., Budapest) országos csúcs (33 m)
- 5:40,8 (1955. július 13., Budapest) világcsúcs (25 m)

## Díjai, elismerései
- Magyar Köztársasági Érdemérem arany fokozat (1947)[6]
- Magyar Köztársasági Sportérdemérem arany fokozat (1949)[7]
- Magyar Népköztársasági Sportérdemérem arany fokozat (1951)[8]
- A Magyar Népköztársaság kiváló sportolója (1951)[9]
- A Magyar Népköztársaság Érdemes Sportolója (1954)[10]
- Mesteredző (1969)
- Az FTC örökös tagja (1974)
- Az úszó Hírességek csarnokának tagja (1976)
- Gyermekekért-díj (1986)
- A Magyar Köztársasági Érdemrend tisztikeresztje (1996)
- A Nemzet Sportolója (2004)
- A Nemzeti Sportszövetség Életműdíja (2004)
- Nemzetközi Fair Play díj (életmű) (2006)
- A Magyar Köztársasági Érdemrend középkeresztje (2007)
- Prima díj (2011)
- A Magyar Úszó Szövetség örökös bajnoka
- A magyar úszósport halhatatlanja (2014)[11]

## Családja
Székely Éva férje Gyarmati Dezső olimpiai bajnok vízilabdázó volt. Házasságuk 1950-től 1964-ig tartott. Gyermekük Gyarmati Andrea olimpiai ezüst- és bronzérmes, Európa-bajnok úszó. Unokája Hesz Máté válogatott vízilabdázó.

## Halála
2020. február 29-én, 92 éves korában hunyt el. Temetése 2020. március 11-én volt a Farkasréti temetőben.

## Könyvei
- Az én módszerem. Úszók edzése és versenyzése; Sport, Bp., 1963
- Peterdi Pál–Székely Éva: Ússzál velem!; Sport, Bp., 1971 (Sportról fiataloknak)
- Sírni csak a győztesnek szabad; Magvető, Bp., 1981 (Tények és tanúk); 1985-ben cseh, 2002-ben orosz, 2006-ban angol nyelven is
- Jöttem, láttam... Vesztettem?; Magvető, Bp., 1986
- Megúsztam; Sport, Bp., 1989
- Elbert Gábor: Amiről még nem meséltem... Beszélgetések Székely Éva olimpiai bajnok úszónővel; Erőmű Kortárs Művészeti Egyesület, Miskolc, 2015